# The Empty
The Empty — серия комиксов, которую в 2015 году издавала компания Image Comics.

## Синопсис
Действие происходит в постапокалиптическом мире. Главной героиней является Танур. В её поселение прибывает незнакомка, благодаря которой у жителей появляется надежда на светлое будущее.

## Отзывы
На сайте Comic Book Roundup серия имеет оценку 6,7 из 10 на основе 29 рецензий. Мэрикейт Джаспер из Comic Book Resources, обозревая первый выпуск, писала, что «с художественной точки зрения дизайн этого мира, созданный Робинсоном, интригует». Ричард Грэй из Newsarama поставил дебюту 8 баллов из 10 и отметил, что «история [в нём] развивается в темпе». Майкл Беттендорф из Comics Bulletin дал первому выпуску 4 звезды из 5 и подчеркнул, что «персонажи нарисованы мультяшно и имеют странные пропорции тела, сглаживая углы мрачного мира, в котором они находятся».